# Myxomphalia marthae
Myxomphalia marthae är en svampart som först beskrevs av Singer & Clémençon, och fick sitt nu gällande namn av Meinhard (Michael) Moser 1978. Myxomphalia marthae ingår i släktet Myxomphalia och familjen Tricholomataceae.   Inga underarter finns listade i Catalogue of Life.